# Почтовый музей

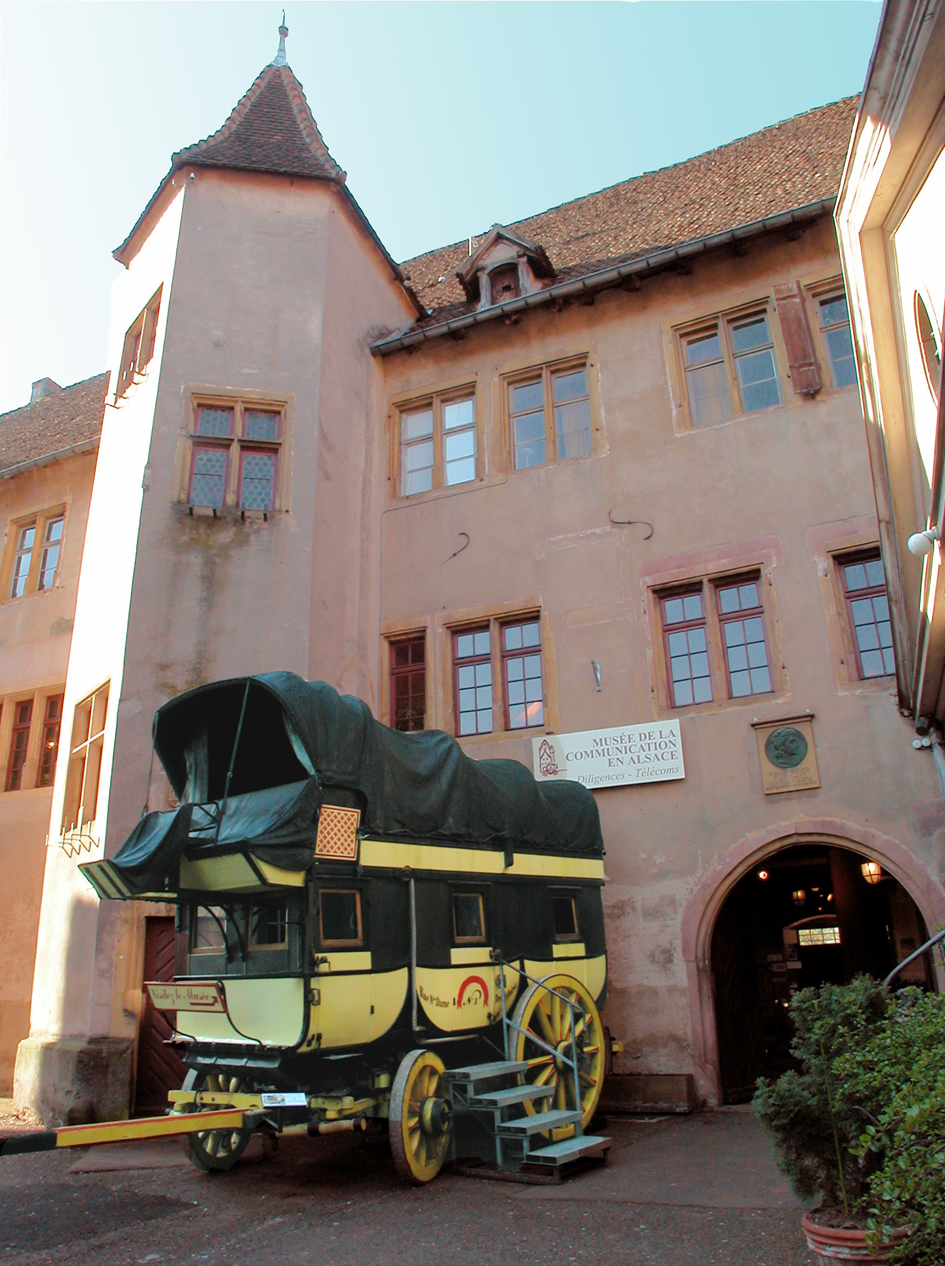
Фасад Музея связи в Риквире в Эльзасе во Франции

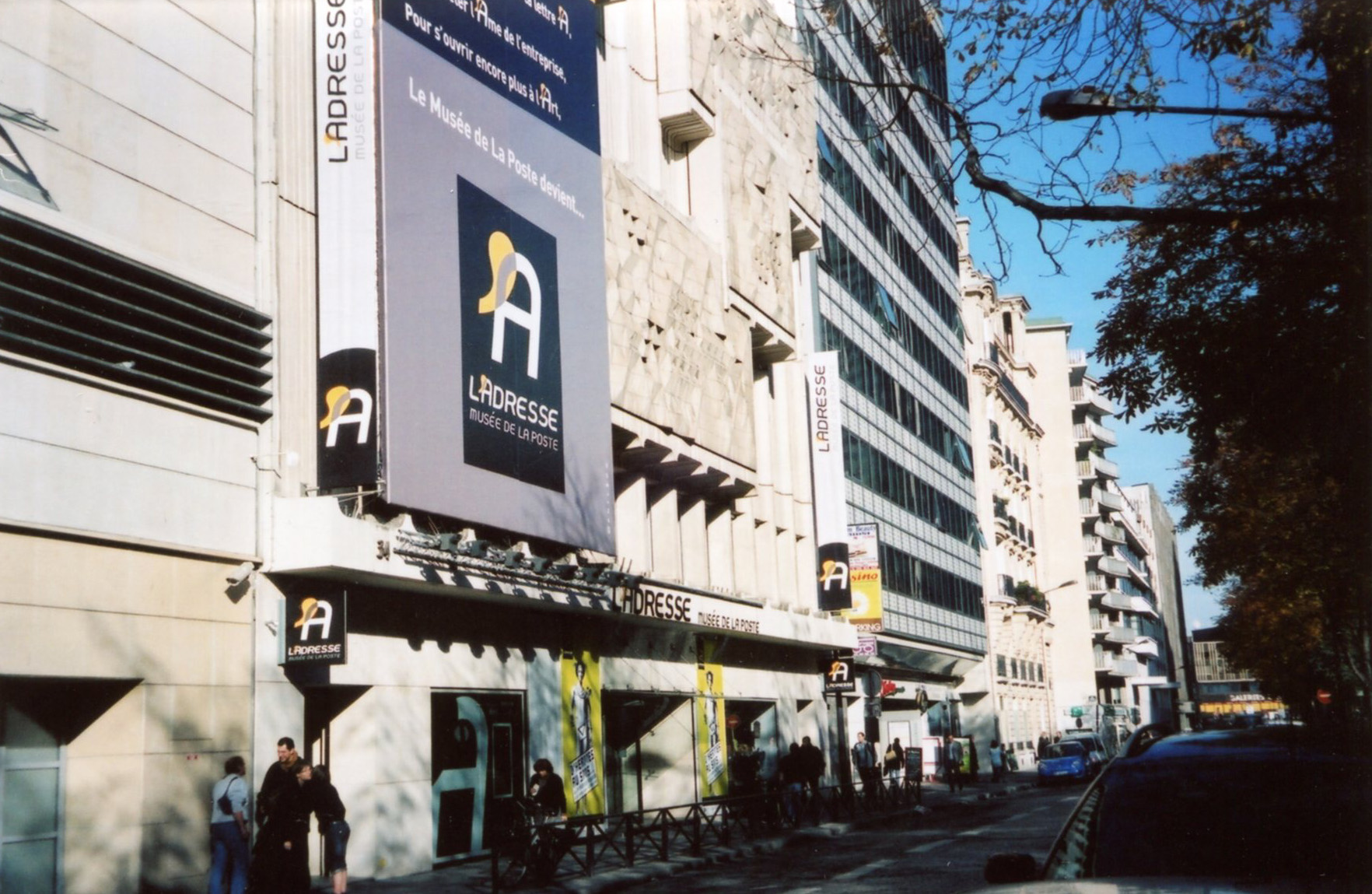
Фасад Музея почты в Париже

Почтовый музей — музей, как правило, государственный, занимающийся собиранием, изучением, хранением и экспонированием предметов и документов, имеющих отношение к истории развития почтовой связи и телеграфного дела, почтовых сооружений, почтовой техники и оборудования и деятельности почты. Нередко подобные музеи называются музеями связи, так как в их экспозициях, помимо истории почты, освещены другие виды телекоммуникаций.

## Описание
Обычно в центральном почтовом музее государства осуществляется хранение государственной коллекции знаков почтовой оплаты. Помимо собственных постоянных экспозиций почтовые музеи периодически принимают участие в филателистических выставках, экспонируя фрагменты своих коллекций.
В качестве примеров крупных почтовых музеев можно назвать музейные учреждения, которые находятся в следующих городах мира:
- Берлинский музей коммуникаций.
- Почтовый музей в Будапеште.
- Почтовый музей в Каире.
- Британский почтовый музей и архив в Лондоне.
- Почтовый музей[чеш.] в Праге.
- Почтовый музей[англ.] в Стамбуле.
- Почтовый музей[швед.] в Стокгольме.

## История
С 1870-х годов в ряде стран стали возникать национальные почтовые музеи, в которых собирались и хранились государственные коллекции знаков почтовой оплаты.
Первый почтовый музей появился в 1872 году в Германии, в Берлине. С 1886 года существует крупнейшая в мире коллекция и выставка почтовых марок и других знаков почтовой оплаты. Вслед за Берлинским музеем аналогичные музеи были организованы во Франции и Болгарии.
В Российской империи первый музей связи — Телеграфный музей в Санкт-Петербурге — был основан также в 1872 году. В 1884 году здесь был создан Почтово-телеграфный музей, а при нём — почтовый отдел. В советское время этот музей был преобразован в Центральный музей связи имени А. С. Попова и выполнял функции государственного почтового музея СССР. В нём было собрано свыше 4 млн почтовых марок, маркированных конвертов, карточек и др.